# Okręg Lipsk
Okręg Lipsk (niem. Bezirk Leipzig) – okręg administracyjny w dawnej Niemieckiej Republice Demokratycznej.

## Geografia
Okręg położony w południowej części NRD, podgórze Rudawy.

### Podział
- Lipsk
- Powiat Altenburg
- Powiat Borna
- Powiat Delitzsch
- Powiat Döbeln
- Powiat Eilenburg
- Powiat Geithain
- Powiat Grimma
- Powiat Lipsk
- Powiat Oschatz
- Powiat Schmölln
- Powiat Torgau
- Powiat Wurzen

## Polityka

### Przewodniczący rady okręgu
- 1952–1959 Karl Adolphs (1904–1989)
- 1959–1974 Erich Grützner (1910–2001)
- 1974–1989 Rolf Opitz (1929–)
- 1989–1990 Joachim Draber (1940–)
- 1990 Rudolf Krause (Regierungsbevollmächtigter) (1939–)

### I sekretarzSEDokręgu
- 1952 Karl Schirdewan (1907–1998)
- 1952–1970 Paul Fröhlich (1913–1970)
- 1970–1989 Horst Schumann (1924–1993)
- 1989–1990 Roland Wötzel (1938–)